# Ambrowiec balsamiczny

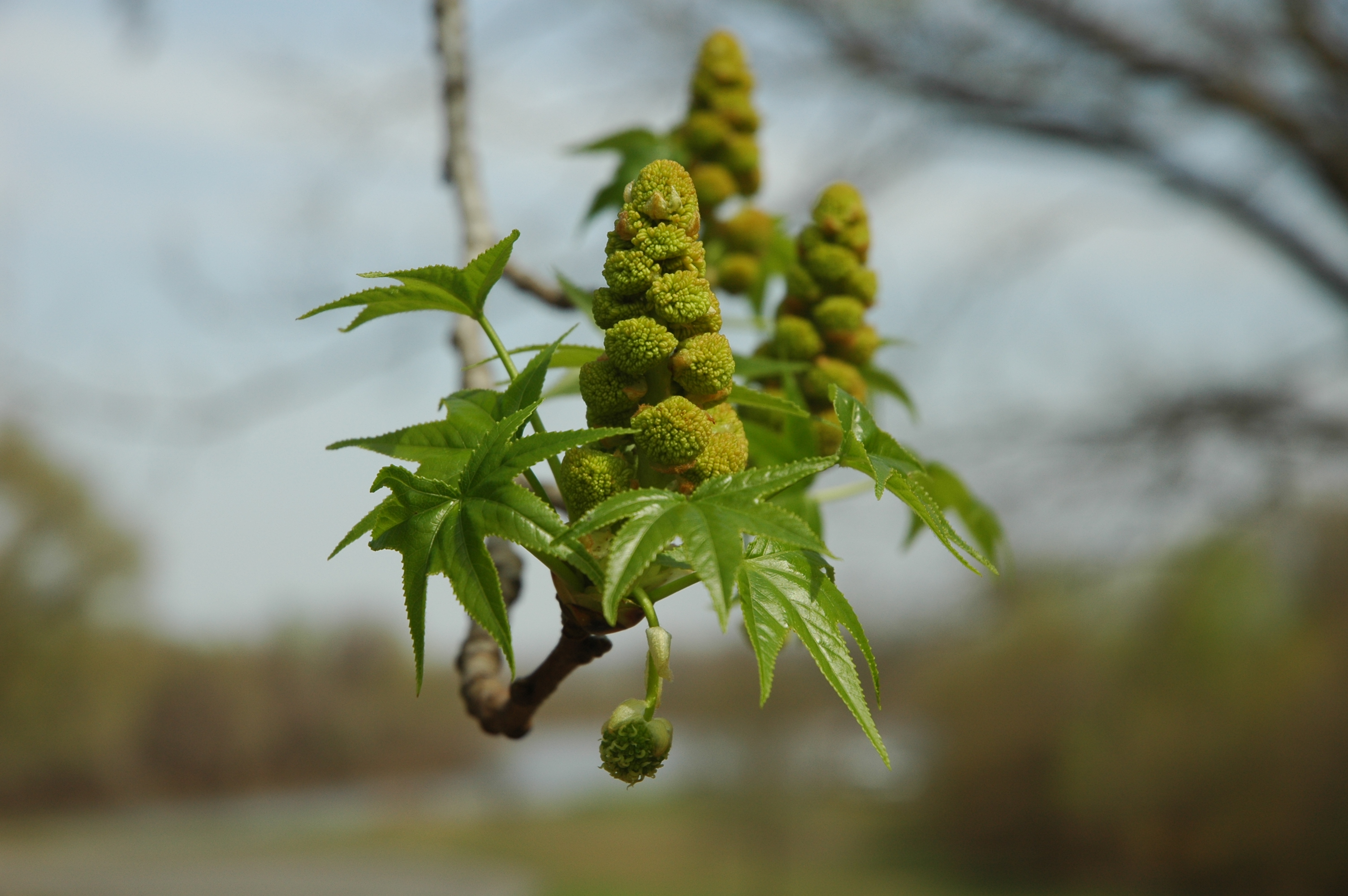
Kwiatostany

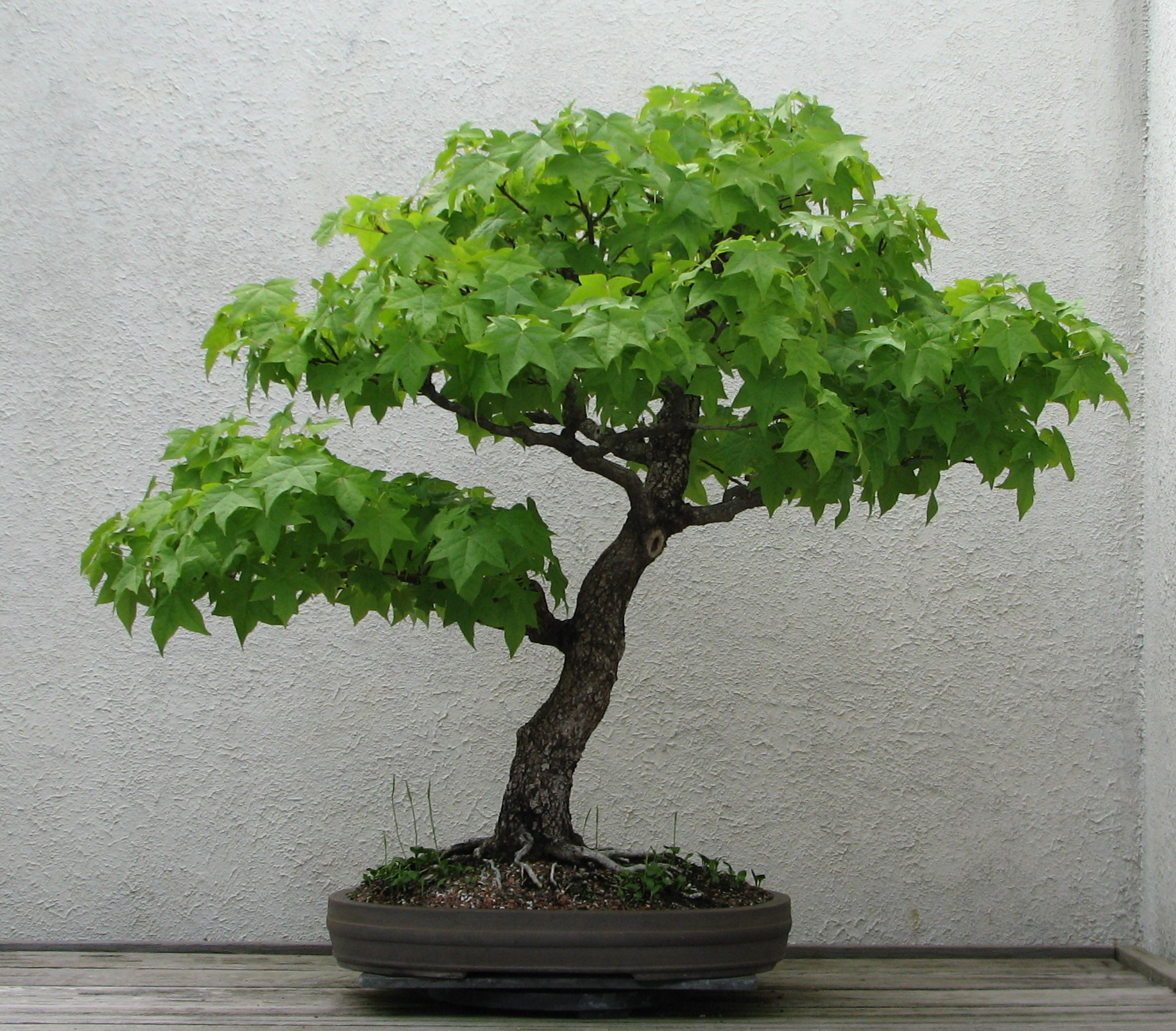
W formie bonsai

Ambrowiec balsamiczny, ambrowiec amerykański, styrakowiec amerykański (Liquidambar styraciflua L.) – gatunek drzewa pochodzący z Ameryki Północnej i Środkowej. Jego ojczyzną są wschodnie rejony Ameryki Północnej, dorzecze Missisipi i Ohio, aż po stan Nowy Jork na północy i Florydę na południu. Jest uprawiany w wielu krajach świata. Został sprowadzony do Europy w 1681 r., a obecnie rośnie w parkach zachodniej Europy. W Polsce występuje w parkach, głównie na zachodzie kraju.

## Morfologia

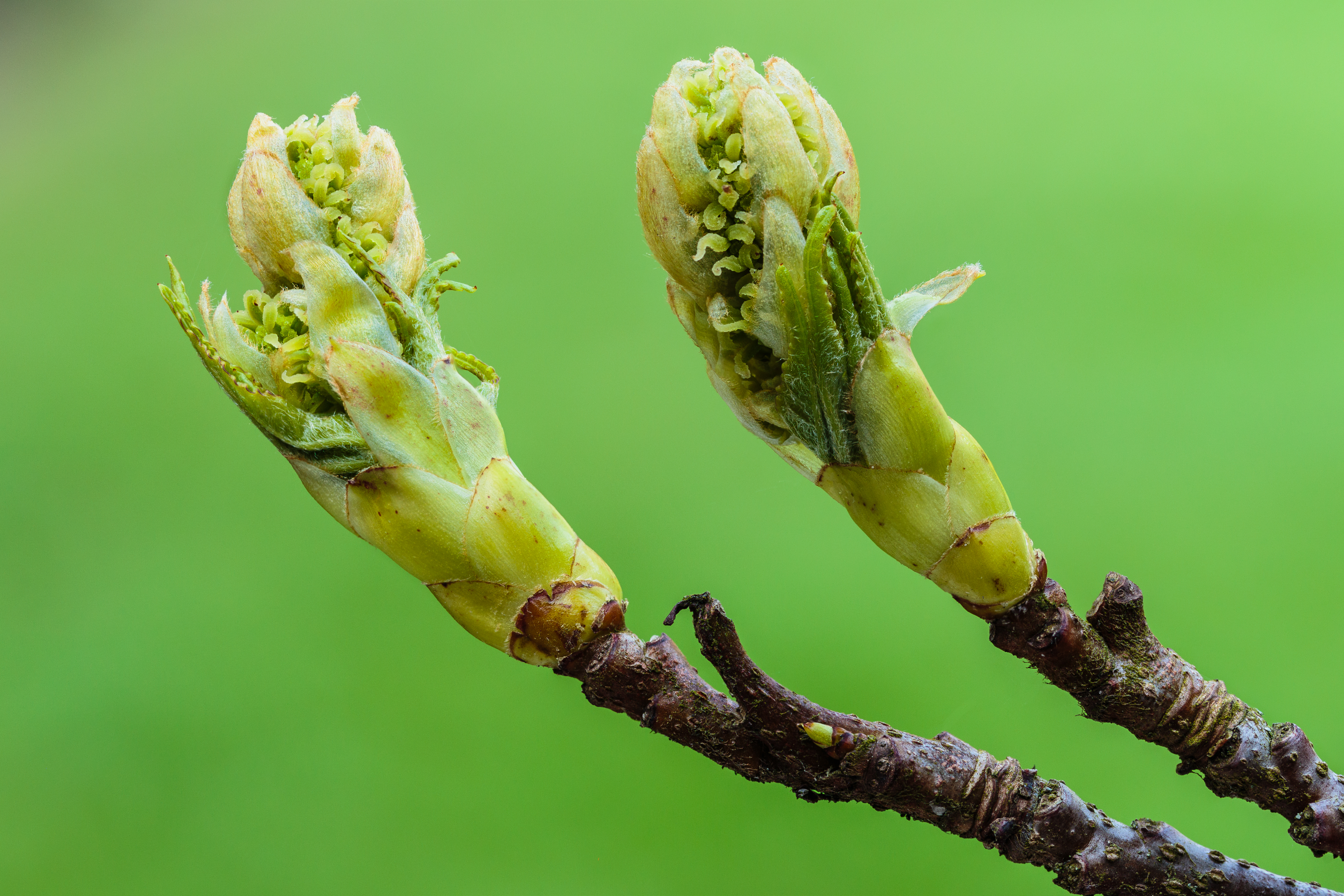
Rozwijające się liście i pąki kwiatowe

PokrójDorasta do 45 m wysokości. Korona jest szeroka, kopulasta lub jajowata.
PieńMasywny, często wspierany korzeniami deskowymi. Korowina popielata do brązowej lub czarnej, głęboko bruzdowana podłużnie w wąskie płytki lub grzbiety. Pędy czerwonawe, kanciaste lub pokryte gąbczastymi, korkowatymi listewkami na drugorocznych przyrostach. Po przełamaniu ukazują twardy, biały lub brązowy rdzeń, wielokątny lub gwiazdkowaty w przekroju. Pędy, pączki i liście po skaleczeniu wydzielają przyjemny, balsamiczny aromat. Średnica pnia może osiągać 1 m.
System korzeniowyTworzy rozłożysty system korzeniowy.
LiściePodobne do liści klonu, tylko bardziej powcinane z piłkowanym brzegiem i ułożone są skrętolegle. Blaszki liściowe mają długie ogonki liściowe. Jesienią przebarwiają się czerwono i fioletowo.
KwiatyKwiaty są bezpłatkowe, rozdzielnopłciowe, niepozorne. Kwiaty męskie żółtawe, zebrane we wzniesione groniaste kwiatostany, kwiaty żeńskie zielonkawe, zebrane w głowiaste kwiatostany; kwiaty żeńskie zielonkawe, kuliste rosną na długich szypułkach. Kwiatostany męskie i żeńskie znajdują się na wspólnej, długiej, zwisającej osi (roślina jednopienna).
OwoceZdrewniałe torebki zebrane w owocostany wyglądające jak kolczaste kulki na długiej szypule. Utworzone ze zrośniętych nasadami, dwuklapowych, na szczycie dzióbkowato zaostrzonych torebek, zawierających drobne, oskrzydlone nasiona. W każdej torebce znajdują się 2 nasiona z krótkimi skrzydełkami.

## Biologia i ekologia
Kwitnie w maju, jest wiatropylny. Wymaga żyznej gleby. Może być uprawiany w strefach mrozoodporności od 10A do 5B (znosi mrozy do –26 °C).
Jest to gatunek charakterystyczny dla lasów łęgowych wiązowo-klonowych oraz bagiennych lasów cypryśnikowo-tupelowych. Wchodzi w skład górnej warstwy drzew w mieszanych lasach liściastych, wraz z topolami i dębami. Rośnie na zasobnych glebach aluwialnych. Rozprzestrzenia się agresywnie na glebach żyznych i bardzo wilgotnych, nawet długotrwale zalewanych. Nie lubi jednak bagien z zastojową wodą, jak i suchych gleb na podłożu wapiennym. Lubi pełne nasłonecznienie i może zasiedlać ugory i nieużytki.
Żyje 200–300 lat. W młodym wieku rośnie szybko i zaczyna kwitnąć w wieku 25–30 lat.

## Zastosowanie
Balsamiczna żywica ambrowców używana jest w medycynie, przemyśle kosmetycznym i spożywczym (kiedyś aromatyzowano nią gumę do żucia). Drewno czerwonawo-brązowe z ciemniejszymi smugami i cętkami, dość twarde i ciężkie, w stolarstwie cenione na równi z dębowym. Zawiera wonną oleożywicę, znaną jako „styraks amerykański”, wykorzystywaną w celach leczniczych jako środek wykrztuśny i bakteriobójczy, a także jako surowiec do produkcji gumy do żucia.
Drzewo ozdobne. Jest bardzo dekoracyjny z powodu ładnego zabarwienia liści w jesieni.